# 줄리아 엘레트라 고리에티
줄리아 엘레트라 고리에티(Giulia Elettra Gorietti, 1988년 7월 2일 ~ )는 이탈리아의 배우이다.